# Hypodessus
Hypodessus es un género de coleópteros adéfagos  perteneciente a la familia Dytiscidae. 

## Especies
- Hypodessus cruciatus	(Regimbart)
- Hypodessus crucifer	Guignot 1939
- Hypodessus curvilineatus	Z.
- Hypodessus dasythrix	Guignot 1954
- Hypodessus flavosignatus	(Zimmerman 1921)
- Hypodessus frustrator	Spangler 1966
- Hypodessus mjobergi	Z.